# 大怪獸空中戰 卡美拉對卡歐斯
《大怪獸空中戰 卡美拉對卡歐斯》是1967年上映的日本電影，卡美拉系列電影的第三部。

## 登場怪獸
- 卡美拉
- 卡歐斯

## 演員
- 堤志郎：本郷功次郎
- 金丸辰衛門（村長）：上田吉二郎
- 金丸すみ子（村長の孫娘）：笠原玲子
- 金丸英一（すみ子の弟）：阿部尚之
- マイトの熊：丸井太郎
- 八公：螢雪太郎
- 青木博士：北原義郎
- 山田博士：村上不二夫
- 牧場主：北城寿太郎
- 中日新報記者：仲村隆
- 自衛隊中央部司令官：夏木章

## 製作人員
- 導演：湯浅憲明
- 企画：仲野和正
- 編劇：高橋二三
- 美術：井上章
- 音樂：山内正